# Пофи
Пофи (итал. Pofi) — коммуна в Италии, располагается в регионе Лацио, подчиняется административному центру Фрозиноне.
Население составляет 4456 человек, плотность населения составляет 149 чел./км². Занимает площадь 30 км². Почтовый индекс — 03026. Телефонный код — 0775.
Покровителем коммуны почитается святой Себастьян, празднование 1 августа.

## Достопримечательности
Костные останки Homo erectus из Пофи (фрагмент черепного свода, проксимальная половина локтевой кости, диафиз правой большой берцовой кости) датируются возрастом 400 — 500 тыс. лет.